# Trzęsienie ziemi w Ambato
Trzęsienie ziemi w Ambato (1949) – trzęsienie ziemi, jakie wydarzyło się dnia 5 sierpnia 1949 roku, dotykając górski region prowincji Tungurahua w środkowym Ekwadorze – niszcząc miasto Ambato, a także około pięćdziesięciu okolicznych miejscowości i zabijając ponad pięć tysięcy ludzi. Wstrząs o sile określonej na 6,8 magnitudy spowodował największą klęskę żywiołową w historii tego południowoamerykańskiego kraju.

## Kraina Ogrodów Ekwadoru
Położone na granicy andyjskiej Kordyliery Wschodniej i Zachodniej, Ambato (wysokość ok. 2570 m n.p.m.) było dobrze prosperującym, handlowym miastem o wyglądzie typowym dla miast Ameryki Południowej, gdzie tradycyjna zabudowa sąsiaduje z budowlami w stylu hiszpańskiego kolonializmu. Ambato stanowiło przy tym nieformalną stolicę krainy tzw. „ogrodów Ekwadoru” – śródgórskiej doliny znanej z piękna krajobrazów.

## Zdarzenie
Epicentrum wstrząsu znajdowało się w bliskiej okolicy miasta. Trzęsienie nawiedziło ten region w godzinach popołudniowych. Obszar makrosejsmiczny objął całą dolinę. W Quito – około 140 kilometrów na północ od Ambato – intensywność wibracji sięgnęła IV stopnia w skali Mercallego-Cancaniego-Siebierga, powodując panikę wśród mieszkańców i niewielkie zniszczenia części zabudowy stolicy.
Trzęsienie ziemi spowodowało zejście osuwisk w wyższych partiach gór, które zatarasowały nurty strumieni i rzek, a blokując sieć drogową, utrudniły dotarcie pomocy do objętych klęską obszarów.

## Zniszczenia
Trzęsienie ziemi w Ambato z roku 1949 stanowi jedno z bardziej destruktywnych zdarzeń sejsmicznych w tym regionie świata. Bliskość dużego miasta w stosunku do epicentrum, intensywność wibracji, a także rodzaj miejscowej zabudowy sprawiły, że zdarzenie to stanowi najbardziej śmiercionośną katastrofę sejsmiczną w historii Ekwadoru (ostatni porównywalny liczbą ofiar i rozmiarami zniszczeń wstrząs nastąpił w 1797 roku, w tym samym regionie).
Tutejsze domy – budowane z ciężkiego kamienia lub z cegły mułowej, suszonej na słońcu i z drewna – nie były w stanie oprzeć się tak silnym przyspieszeniom gruntu. W chwili zachwiania się murów, ciężki, wyłożony dachówkami dach miażdżył wszystko wewnątrz budynku.
W mieście Ambato – zniszczonym w 1/3 – zawaliła się m.in. wypełniona wiernymi katedra, w której trwały przygotowania do Pierwszej Komunii Św. Runęła cała nawa główna, pod gruzami której zginęło w przybliżeniu siedemdziesiąt osób, w tym około sześćdziesięciorga dzieci.
W górskiej miejscowości Pelileo – znajdującej się w samym sąsiedztwie epicentrum – nie ocalał żaden budynek. Tylko tam zginęło 3,2 tysiąca ludzi. Kompletnym zniszczeniom uległy również miejscowości: Guano, Patate oraz Pillaro.
Zniszczenia zanotowano także w sąsiednich prowincjach Ekwadoru – Chimborazo i Cotopaxi.

## Pokłosie
Łączna liczba ofiar wyniosła 5 050 zabitych. W przybliżeniu sto tysięcy osób zostało pozbawionych dachu nad głową.
Ambato – podobnie jak wiele innych miejscowości położonych w dolinie „ogrodów Ekwadoru” – nigdy nie odzyskało dawnej świetności tracąc na skutek trzęsienia niekiedy cały dorobek architektury kolonialnej.